# Anna Pavlova (sportivă)
Anna Pavlova (în rusă Анна Павлова; n. 6 septembrie 1987, Orehovo-Zuevo, RSFS Rusă, URSS) este o gimnastă artistică ce a reprezentat Rusia, medaliată olimpică. A participat la 2 ediții ale Jocurilor Olimpice (2004, 2008) în care a câștigat două medalii de bronz.